# Дървени църкви в Украйна
Архитектурата на дървените църкви в Украйна датира от началото на християнството в страната и включва множество уникални стилове и форми, които са специфични за много региони на страната. Като форма на народната култура, конструкцията на църквите в специфични стилове се предава на следващи генерации. Архитектурният им стил варира от много прост до сложен, включващ и дърворезба.
Освен православни църкви има и немалък брой римокатолически църкви, които са запазени в западна Украйна. Някои от тези църкви все още са активни.

## Обща информация
Близо 1900 дървени църкви са идентифицирани като съществуващи в Украйна в края на 2010 г. Много от украинците, емигрирали към Новия свят в края на 19 век, използват тези стилистични форми, но адаптират конструкцията им към нови материали и нови условия на околната среда (например катедралата „Светата Троица“ в Чикаго, Илинойс). Според директора на Лвивската национална художествена галерия, Борис Возницки, настоящето състояние на опазването на тези уникални църкви в Украйна е изключително сложно. По време на съветската власт изгарят по-малко дървени църкви в западна Украйна отколкото в пост-съветския период

## Дървени църкви в Централна и Източна Украйна
Архитектурата на дървените църкви в Централна и Източна Украйна води началото си от първото хилядолетие на християнство в Украйна, от времето на Владимир Велики в Киев. Докато зиданите църкви просъществуват в урбанизирани райони, архитектурата на дървените църкви продължава основно в украински села в Централна и Източна Украйна. За разлика от Западна Украйна в Централна и Източна Украйна няма ясно разделение на стила по региони. Централно украинските църкви са сходни с многокорабните църкви в Киевска Рус, но са построени от дърво.

## Дървени църкви в западна Украйна
Относително изолирани селски култури в западна и транскарпатска Украйна успяват да запазят тези конструкции до началото на 20 век в дървени стилове. Много етнографски региони запазват специфични архитектурни стилове, свързани с културните и историческите им разлики, както и околната им среда.
Общ за всички региони са две техники за създаване на покриви: опасання, структурата, поддържаща покрива е формирана от надвиснали дънери от горните ъгли на стените и пидашя, стил, ползващ подпори като опасання, но удължаващ покривите достатъчно далеч, за да формират надвес над покрива около църковния периметър.
Само в района на Лвив има 999 църкви, които са регистрирани архитектурни паметници, 398 от които са от национално значение, но само 16 от тези 999 църкви имат системи за аларма при пожар. След разпадането на Съветския съюз в лвивския регион са загубени около 80 църкви заради пожари.  Правителството дава около два милиона гривни на региона за финансиране на реставрационни проекти на църкви през 2009 г. 
Буковина
Традиционните буковински църкви имат висок остър покрив, но често свършващ като разперен над полигонния октар. Покривът включва opasannia. Конструкцията обикновено е построена от дънери, но е често покрита с глина и варосана, подобно на буковинските къщи.
Лемко
Лемковските църкви най-често са трикорабни с много високи остри покриви с кула над всеки кораб, като най-високата кула е над входния кораб. На върха на всяка кула има заострен връх, напомнящ на готическия стил, но построен в украински стил.
Хуцул
Хуцулските църкви най-често са петкорабни църкви под формата на кръст от смърчови дънери за стени и аркади в стила опасаня. Централният кораб е формиран в осмостенна форма с разперен покрив. Също така уникално за Хуцулските църкви е употребата на калай или метал в горните части на църквата, които биват използвани и в домовете в региона.
Бойко
Бойковските църкви са дефинирани от трикорабния им дизайн, като централният неф е най-голям. Сложни и многопластови покриви са най-отличителната черта на Бойковските църкви. Конструкциите използвани в най-традиционните техники, са безрамкови стени и липсата на наклонени покривни греди, както и ползването на опасасня и пидашя.
Тернопил
Тернопилските стилове са считани за комбинация от карпатски и киевски стил. Два са основните стилове – тернопилски нефен стил и тернопилски кръстов стил. Нефният стил е с дълга правоъгълна форма с остър покрив и малък декоративен купол, често невидим от вътрешната част на църквата. Кръстокуполния стил използва равностранен кръстов модел с централен купол и висок покрив над всяка от частите. В селата често е строен от дърво, но в урбанизирани зони често се използва зидария.